# Cyrillus Kreek
Cyrillus Kreek   (Võnnu, 3 de desembre de 1889 - Haapsalu, 26 de març de 1962) (nascut Karl Ustav Kreek) va ser un compositor estonià.

## Biografia
La infància de Cyrillus Kreek va passar al comtat de Lääne. Va ser el novè fill de Gustav i Maria Kreek. Juntament amb el seu pare mestre, els nens cantaven en polifonia tant a les escoles on el pare feia classes com a casa. El 1896, el seu pare va obtenir una plaça de professor a Vormsi, on la família va viure durant un curt període de temps. Allà tota la família va ser batejada en l'ortodòxia. El nom de Karl Ustav va ser substituït pel ciríl·lic rus. Això va donar lloc al nom d'artista posterior Cyrillus.
La mare es va traslladar amb els nens a Haapsalu per oferir-los una millor educació escolar. La carrera escolar de Kreek va començar a l'escola parroquial de l'església de Nikolai a Haapsalu. El nen va ser introduït a tocar instruments utilitzant l'harmonium, el piano i l'òrgan. Se li va permetre practicar al piano de la societat local i als orgues de l'església Sant Joan de Haapsalu i  l'església del castell. Estava interessat a tocar instruments de vent, tocar al cor de trompetes de l'escola i a la banda de bombers. Cyrillus va practicar amb diligència el trombó que el seu pare li havia comprat, va fer classes de piano i va cantar als cors de la societat local.
Kreek va estudiar trombó i composició al Conservatori de Sant Petersburg de 1908 a 1916 en els anys immediatament anteriors a la Revolució Russa, després va treballar com a professor de música primer a Haapsalu natal (a l'est d'Estònia), al Tartu Music College i més tard al Conservatori de Tallinn.
Kreek va començar a recollir cançons populars religioses el 1911 a la regió de Haapsalu. Va recollir sistemàticament la música popular del seu país natal, i molts dels seus arranjaments de melodies populars han passat a formar part del repertori permanent de les societats corals d'Estònia. Va ser el primer col·leccionista estonià que va utilitzar el fonògraf amb aquesta finalitat i les harmonitzacions que va fer es van convertir en una preocupació de tota la vida. Els seus bells salms tenen un tint folklòric inconfusible i, tanmateix, són molt més que simples arranjaments de cançons populars, amb la seva coloració coral acuradament graduada i l'ús passatger de la imitació. L'obra magna de Kreek va ser el seu Rèquiem, utilitzant una traducció estoniana del text del Rèquiem de Mozart, però la seva essència s'expressa perfectament en aquestes miniatures corals. Cyrillus Kreek també va aconseguir renom com a compositor instrumental amb la seva Música sacra, un Humoreske per a orquestra i una Suite per a cítara i orquestra.

## Composicions
- Reekviem (1927)

- Música sacra (per a orquestra, 1943)

- Armastuslaul 13. sajandista (per a orquestra, 1943)

- Kalevipoeg nõiakoopas (cantata, 1953)

- Setu sümfoonia (per a orquestra, 1953)